# Deborah Feldman
Deborah Feldman (Nueva York, 17 de agosto de 1986) es una escritora estadounidense-alemana que actualmente vive en Berlín, Alemania. Es conocida por su autobiografía de 2012, Unorthodox: The Scandalous Rejection of My Hasidic Roots. La miniserie original de Netflix Unorthodox está inspirada en la autobiografía de Feldman.

## Primeros años
Feldman creció como miembro del grupo jasídico Satmar en Williamsburg, Brooklyn, Nueva York. Fue criada por sus abuelos, Bubbi y Zeidy, ambos supervivientes del Holocausto, ya que su madre había sido desterrada por la comunidad y su padre sufría de una discapacidad mental. Como a todas las mujeres de la comunidad, a Feldman le fue prohibida una educación típica estadounidense, hablaba en yidis y se la crio para ser una mujer piadosa. También tenía prohibido visitar la Biblioteca Pública de Nueva York, pero mantenía escondidos libros debajo de su cama, por temor a que sus abuelos sospecharan de su creciente curiosidad por el mundo. Se casó en un matrimonio arreglado a la edad de 17 años, y pronto se convirtió en madre.

## Separación de la comunidad jasídica
Feldman dice que el nacimiento de su hijo fue un punto de inflexión con respecto a permanecer en la comunidad jasídica: «Vi mi futuro planificado... Me asusté al saberme con la responsabilidad y culpa de poner todo lo que veía como opresión en una persona inocente». Feldman le mintió a su esposo diciéndole que quería tomar clases de negocios para poder complementar sus ingresos, y en 2006 ella y su esposo se mudaron de Williamsburg y comenzó a estudiar literatura en Sarah Lawrence College.
En Sarah Lawrence, buscó un título universitario que la conectara con el mundo exterior. Una vez allí, comenzó a hablar y a abrir su mente. También comenzó a usar jeans y tacones altos, rompiendo el estricto código de vestimenta jasídico. En 2010, dejó a su esposo y se llevó a su hijo, a la vez que cortaba todos los lazos con la comunidad jasídica. Vivió durante dos meses con amigos y consultó con abogados para asegurarse de no perder la custodia de su hijo. Se sabe que, hasta al menos el 2012, Feldman no ha visto ni hablado con ningún miembro de su familia.
Miembros de la comunidad ortodoxa han arremetido contra Feldman, incluyendo un blog titulado «Deborah Feldman Expuesta», que se dedicó a «exponer las mentiras y las invenciones» en su historia.

## Carrera
Comenzó un blog y en 2012 publicó su autobiografía, Unorthodox: The Scandalous Rejection of My Hasidic Roots, que se convirtió en un best-seller. En 2014, Feldman se mudó a Berlín, donde se estableció en el distrito de Neukölln, y continuó trabajando como escritora. En 2014 publicó Exodus: A Memoir. Sus libros han sido traducidos al alemán y bien recibidos por los críticos alemanes, lo que la llevó a aparecer en varios programas de entrevistas en la televisión alemana. Durante 2020 sus libros serán publicados en español.
Feldman fue una de las cinco protagonistas del documental #Female Pleasure, dirigido por la cineasta suiza Barbara Miller y estrenado en el Festival de Locarno 2018. La película habla sobre la sexualidad en el siglo XXI desde la perspectiva de varias mujeres y sobre la continua represión que sufren en las estructuras patriarcales.